# Isole di Tuvalu
Tuvalu è costituito da 9 isole distinte, 6 delle quali formano atolli. Le tre restanti sono effettivamente anch'esse degli atolli, ma hanno una laguna che non ha alcun collegamento con il mare aperto o è soggetta a prosciugamento. Nell'arcipelago sono presenti più di 124 tra isole e isolotti.
I 9 gruppi corrispondono anche ai 9 distretti del governo locale di Tuvalu.
La più piccola isola, Niulakita, è stata disabitata fino al 1949. Fino a poco tempo fa Niulakita non era un distretto amministrativo, ma parte del distretto di Niutao.

## Lista

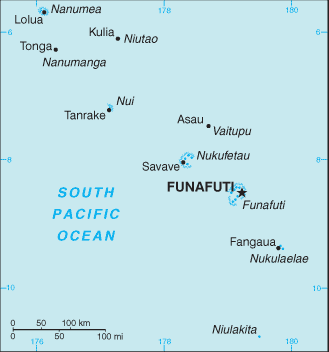
Isole di Tuvalu

| Atollo/Isola                      | Villaggio principale | Superficie (km²) | Area totale (km²) | Pop. (c. 2002) | Numero di isole | Numero di villaggi | Posizione             |
| --------------------------------- | -------------------- | ---------------- | ----------------- | -------------- | --------------- | ------------------ | --------------------- |
| Atollo                            |                      |                  |                   |                |                 |                    |                       |
| Funafuti                          | Vaiaku               | 2,40             | 277               | 4.492          | 30              | 9                  | 8°31′S 179°13′E       |
| Nanumea                           | Nanumea              | 3,87             | 22                | 664            | 5               | 2                  | 5°41′S 176°09′E       |
| Nui                               | Tanrake              | 2,83             | 17                | 548            | 21              | 4                  | 7°13′29″S 177°09′37″E |
| Nukufetau                         | Savave               | 2,99             | 145               | 586            | 33              | 2                  | 8°00′S 178°22′E       |
| Nukulaelae                        | Fangaua              | 1,82             | 43                | 393            | 15              | 2                  | 9°22′52″S 179°51′08″E |
| Vaitupu                           | Asau                 | 5,60             | 10                | 1.591          | 9               | 7                  | 7°28′S 178°41′E       |
| Isola                             |                      |                  |                   |                |                 |                    |                       |
| Nanumanga                         | Tonga                | 3,00             | 3,00              | 589            | 51)             | 2                  | 6°20′S 176°25′E       |
| Niulakita                         | Niulakita            | 0,40             | 0,40              | 35             | 1               | 1                  | 10°45′S 179°30′E      |
| Niutao                            | Kulia                | 2,53             | 2,53              | 663            | 41)             | 2                  | 6°06′S 177°16′E       |
| Tuvalu                            | Vaiaku               | 25,44            | 520               | 9.561          | 124             | 34                 |                       |
| 1) isola principale, più isolotti |                      |                  |                   |                |                 |                    |                       |